# Villosiclava
Villosiclava — рід грибів родини Clavicipitaceae. Назва вперше опублікована 2009 року.

## Класифікація
До роду Villosiclava відносять 1 вид:
- Villosiclava virens